# The Sound of Animals Fighting
The Sound of Animals Fighting é um supergrupo estadunidense (localizada na Califórnia) de rock experimental que conta com os membros das bandas Finch, Rx Bandits, Chiodos e Circa Survive, tendo sido idealizada por Rich Balling.

## Gravações
Todas as partes do álbum Tiger and the Duke foram gravadas individualmente e cada membros podia ouvir somente sua contribuição, exceto por Balling. Lover, the Lord Has Left Us… foi gravado usando o mesmo método. Durante 2005, Craig Owes do Chiodos foi anunciado como um dos vocalistas para o álbum seguinte.

## Integrantes

### Formação original
| Posição                         | Nome                                    | Animal   |
| ------------------------------- | --------------------------------------- | -------- |
| produtor e vocal                | Rich Balling (da banda Rx Bandits)      | rouxinol |
| guitarra e vocal                | Matt Embree (da banda Rx Bandits)       | morsa    |
| bateria                         | Chris Tsagakis (da banda Rx Bandits)    | lince    |
| guitarra                        | Randy "R2K" Strohmeyer (da banda Finch) | tigre    |
| baixo                           | Derek Doherty (da banda Finch)          | jabuti   |
| vocal                           | Anthony Green (da banda Circa Survive)  | gambá    |
| engenheiro de som e programador | Chris Fudurich                          | urso     |
| artista gráfico                 | Marc Mcknight (da banda Atreyu)         | corvo    |
| relações públicas               | Vanessa Chibba                          | cisne    |
| autor                           | Chris Haynie                            | cachorro |
| engenheiro de som               | Kyle Homme                              | furão    |
| patrono                         | Charlie Adams                           | polvo    |
| engenheiro de som e vocal       | Rich Zahniser (da banda The Hippos)     | tatu     |
| vocal                           | Matthew Kelly (da banda The Autumns)    | lhama    |
| gravação de som e mixagem       | Ryan Baker                              | hiena    |

### Formação atual
| Posição                   | Nome                                   | Animal   |
| ------------------------- | -------------------------------------- | -------- |
| produtor e vocal          | Rich Balling (da banda Rx Bandits)     | rouxinol |
| guitarra e vocal          | Matt Embree (da banda Rx Bandits)      | morsa    |
| bateria                   | Chris Tsagakis (da banda Rx Bandits)   | lince    |
| gravação de som e mixagem | Ryan Baker                             | hiena    |
| vocal                     | Anthony Green (da banda Circa Survive) | gambá    |
| arte gráfica              | Stephen O'Malley                       | girafa   |
| vocal                     | Craig Owens (da banda Chiodos)         | ovelha   |
| vocal                     | Keith Goodwin (da banda Days Away)     | pinguim  |
| vocal                     | Matthew Kelly (da banda The Autumns)   | lobo     |

## Discografia
- Tiger and the Duke (2005)
- Lover, the Lord Has Left Us… (30 de maio de 2006)
- The Ocean and the Sun (2008)